# Karl Born
Baron Karel Born, kranjski politik in podjetnik, lastnik gozdov v Jelendolu, * 7. junij 1876, Berlin, † 27. september 1957, Dunaj.
Baron Karl Born je bil pravnomočno lastnik več kot 3600 hektarjev gozdov, kar pomeni tretjino vseh gozdov v današnji občini Tržič in četrtino celotne površine občine.
Imel je tri hčere: Maria Renata Ludowika Schlosser, najstarejša, Maria Louise Hedwig de Peič in Elisabeth Maria Antonia Born Ortner, ki so v denacionalizacijskem postopku dobile v naravi povrnjeno posest.
Leta 1902 je baron Dr. Karl Born, naslednik Julija Borna, postal lastnik večine gozdov z gradičem in žago. Posest je združil v območje, ki ga je imenoval Košuta. V Jelendolu je postavil električno žago, ki je uporabljala elektriko iz domače male hidroelektrarne. Zgradil je obrat za izdelovanje dog za sode. Leta 1903 je zgradil 5,5 km dolgo železniško progo, v Medvodju pa glavno nakladalno postajo. Les so izpod Košute in Stegovnika dovažali s konji in ga nato z železnico prepeljali do žage v Puterhofu (od leta 1955 Jelendol). Proga je večkrat prečkala Tržiško Bistrico, za kar je bilo potrebno zgraditi deset manjših lesenih mostov. Danes je po tej trasi speljana gozdna cesta. Za vleko je služila ena lokomotiva, ki jo je poganjal enosmerni električni tok. Med vojno so žago in ostala poslopja partizani dvakrat požgali, lokomotivo pa celo minirali. 
Od 1914 do 1918 je bil poslanec kranjskega deželnega zbora, izvoljen v skupini veleposestva.
Avgusta 2008 so njegove posmrtne ostanke prenesli z Dunajskega pokopališča v družinsko grobnico v Jelendolu.